# Lena Schilling

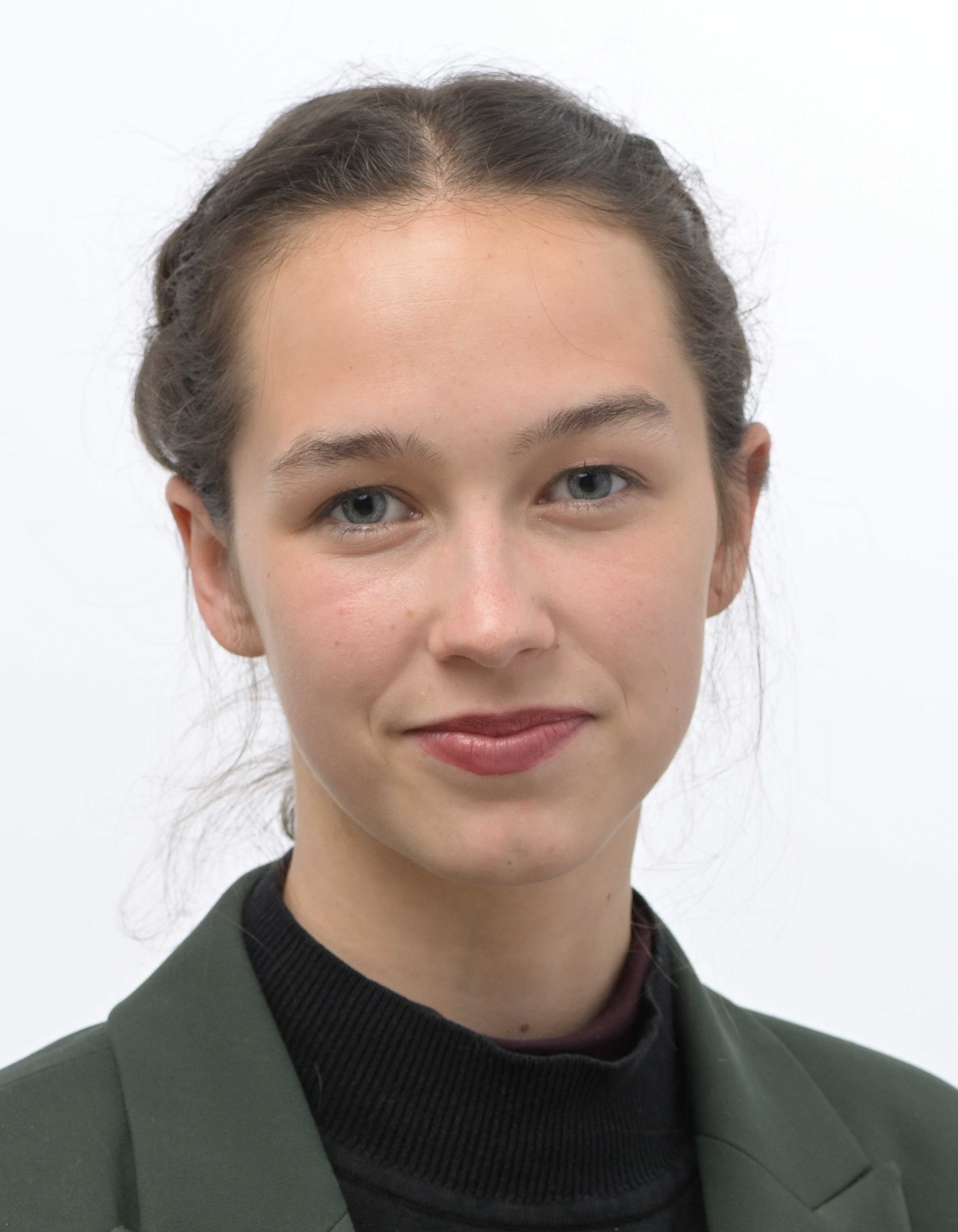
Lena Schilling (2024)

Lena Schilling (* 8. Jänner 2001 in Wien) ist eine österreichische Klimaaktivistin und seit dem 16. Juli 2024 Abgeordnete im Europäischen Parlament für die österreichischen Grünen.

## Leben
Schilling wuchs in Wien in einer „sozialistisch-kommunistischen Familie“ als einzige Tochter einer Sozialarbeiterin und eines Bankmanagers auf. Sie wurde bereits im Alter von vier Jahren von ihren Eltern zu Demonstrationen gegen die damalige schwarz-blaue Bundesregierung Schüssel II mitgenommen. Schilling besuchte an der Schule HBLA Herbststraße den Kunstzweig. Nach der Matura begann sie an der Universität Wien das Studium der Politikwissenschaften.
Einer größeren Öffentlichkeit bekannt wurde sie als Klimaaktivistin der Fridays-for-Future-Bewegung. Als solche trat sie unter anderem 2019 auf dem Gemeindetag des Österreichischen Gemeindebundes neben dem Bundespräsidenten, der Bundeskanzlerin und dem Nationalratspräsidenten als Rednerin auf. Seit Anfang 2020 ist Schilling nicht mehr bei Fridays for Future aktiv.

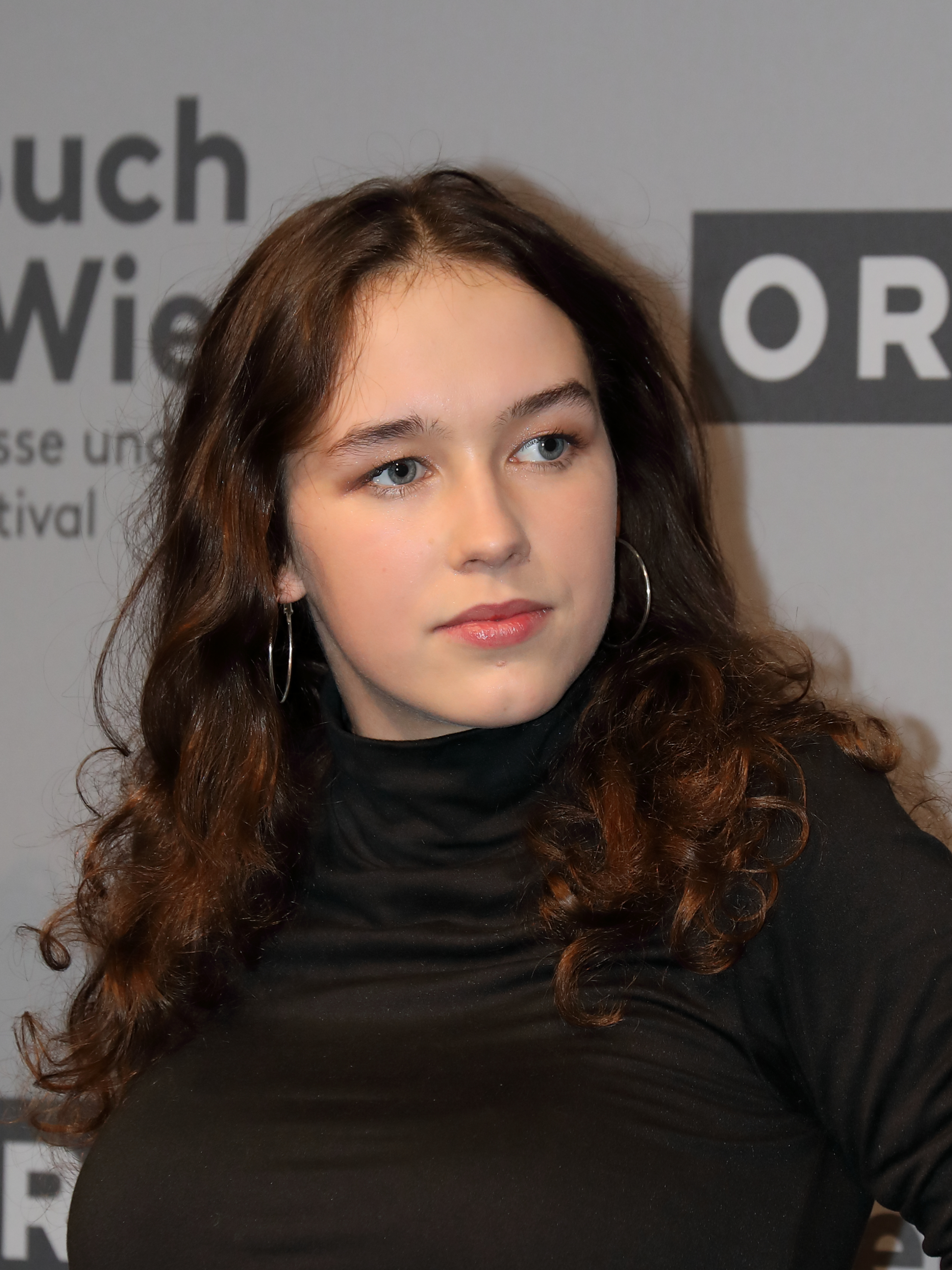
Lena Schilling bei der Präsentation ihres Buches auf der Buch Wien (2022)

Schilling ist Gründerin des Jugendrates, der die Besetzung der Baustelle des Wiener Lobautunnels durchführte. Die von ihr mitgeführten Proteste stellten laut Kleiner Zeitung „die größten Öko-Proteste seit der Besetzung der Hainburger Au“ dar. Gemeinsam mit Veronika Bohrn Mena und Daniela Brodesser war Schilling die Sprecherin der „Initiative Lieferkettengesetz Österreich“. Auf FM4 wurde sie Anfang 2021 als „die vielleicht politisch aktivste junge Frau des Landes“ bezeichnet, Ende 2021 nahm sie an einer bundesweit ausgestrahlten Podiumsdiskussion der Reihe „Im Zentrum“ teil.
Im Jahr 2022 wirkte Schilling als Mitglied im Stiftungsbeirat der Gemeinwohlstiftung COMÚN und war dort auch Vorsitzende des Bewegungsfonds, aus dessen Mitteln zivilgesellschaftliche Initiativen gefördert werden.
Von 1. Juni 2023 bis 19. Jänner 2024 schrieb sie die wöchentliche Kolumne Streitbar im Boulevardblatt Kronen Zeitung.
Bis zu ihrem Antreten als Spitzenkandidatin für die österreichischen Grünen für die Europawahl 2024 arbeitete Schilling laut eigener Aussage als Tanzlehrerin; diese Berufsbezeichnung wurde neben „Autorin“ auch auf der Vorschlagsliste zur Wahl angegeben.

### Politik
Am 22. Jänner 2024 wurde die zu dieser Zeit parteilose Lena Schilling von Bundessprecher Werner Kogler als Spitzenkandidatin der österreichischen Grünen für die Europawahl 2024 vorgestellt. Ihr erster Listenplatz wurde beim grünen Bundeskongress am 24. Februar in Graz von 96,6 Prozent der Delegierten bestätigt. Schilling konzentrierte sich im Wahlkampf auf die Themen Klimagerechtigkeit und Klimaschutz, zugleich wurde der Wahlkampf von Vorwürfen gegen Schilling überschattet (siehe Kontroversen). Die Grünen kamen auf 11,08 Prozent und verloren 3,00 Prozentpunkte gegenüber 2019. Schilling zog damit gemeinsam mit Thomas Waitz ins Europäische Parlament ein, der aufgrund von Vorzugsstimmen vorgereiht wurde und zudem die Delegationsleitung übernahm.

### Kontroversen
Am 7. Mai 2024 veröffentlichte Der Standard mehrere Vorwürfe gegen Schilling. So soll sie fälschlicherweise das Gerücht verbreitet haben, durch häusliche Gewalt von Sebastian Bohrn Mena hätte seine Frau Veronika eine Fehlgeburt erlitten. Eine gerichtliche Unterlassungserklärung dazu wurde von Schilling unterzeichnet, das Ehepaar fordert zudem in einer Anfang April eingebrachten Zivilklage den öffentlichen Widerruf der Aussagen. In einem anderen Fall soll Schilling gegenüber Bekannten einem Journalisten Belästigung vorgeworfen haben; eine interne Untersuchung des privaten Medienunternehmens unter Vorlage der betroffenen Chats soll kein relevantes Fehlverhalten gefunden haben. Auch habe Schilling eine Liebesbeziehung zu einem zum damaligen Zeitpunkt nicht namentlich bekannten ORF-Journalisten frei erfunden und ihm Beziehungen mit anderen Grünen-Politikerinnen angedichtet. Weiters berichtete Der Standard von Aussagen ehemaliger Mitstreiterinnen Schillings, die ihr einen problematischen und manipulativen Umgang insbesondere mit jüngeren Aktivisten attestierten. Dies sei auch ein Grund gewesen, warum „sich Schilling vom Jugendrat und der Klimabewegung entfernt“ habe. Der Österreichische Presserat stellte in einer Aussendung vom 28. Juni 2024 fest, dass der Artikel in zwei Punkten gegen den Ehrenkodex für die österreichische Presse verstößt. Am 24. Oktober 2024 einigte sich Schilling mit den Eheleuten Bohrn Mena auf einen Vergleich, über den Inhalt wurde Stillschweigen vereinbart. Darin verpflichtete sich Schilling, die von ihr verbreiteten Gerüchte gegenüber mehreren Personen persönlich zu widerrufen.
In diesem Zusammenhang kamen frühere Vorwürfe auf: Im Oktober 2023 trat der grüne Nationalratsabgeordnete Clemens Stammler zurück, nachdem er alkoholisiert einen Journalisten gewürgt hatte, der einer von Stammler vermeintlich belästigten jungen Frau zu Hilfe gekommen sei. Dabei handelte es sich bei der – von der Klubspitze gegenüber der Partei lediglich als „NGO-Mitarbeiterin“ bezeichneten – Frau um Schilling. Stammler kritisierte, dass die Klubspitze nicht die Vorwürfe gegen ihn aufzuklären versucht habe, sondern bemüht gewesen sei, den Namen Schillings „aus der Geschichte zu halten“.

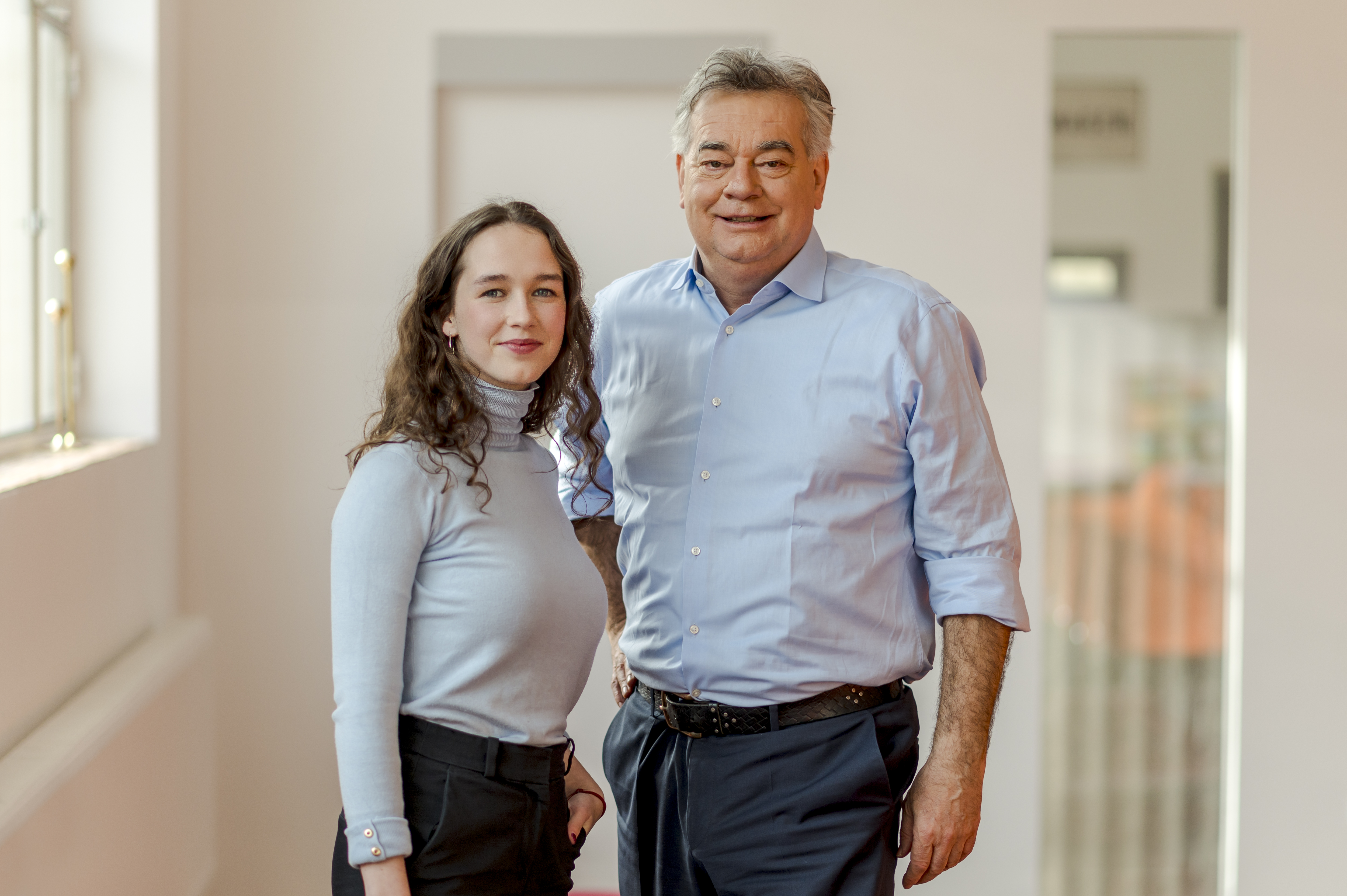
Schilling mit Werner Kogler (2024)

Die Parteispitze der Grünen stellte sich am Tag nach der Veröffentlichung der ersten Vorwürfe hinter die Kandidatin und bezeichnete diese als Kampagne und „anonymes Gemurkse und Gefurze“; für letztere Aussage entschuldigte sich Parteichef Werner Kogler später. Die taz kritisierte das Krisenmanagement der Grünen und erklärte, dieses erinnere an „Demokratiefeinde“.
Standard und Spiegel veröffentlichten am 21. Mai 2024 Berichte, wonach Schilling vor ihrer Nominierung „mit mehreren Personen aus ihrem Umfeld“ Überlegungen angestellt habe, nach der Wahl die Grünen zu verlassen und sich der Linksfraktion anzuschließen. Schilling widersprach dem. Sie sagte, ein Beitritt zur Linksfraktion sei für sie „absolut ausgeschlossen“ und beantragte die Mitgliedschaft bei den Grünen.
Der Standard berichtete im Juli 2024, dass Schilling Anfang Juli, einen Monat nach der EU-Wahl, in einem notariellen Protokoll erklärt habe, dass sie mit dem ORF-Journalisten Martin Thür weder persönlich noch digital bekannt sei, gegenüber Dritten aber den Eindruck erweckt habe, ein Verhältnis mit Thür zu haben. Zudem gab sie zu, Gerüchte über das Privatleben von Thür und dritter Personen verbreitet zu haben. Sie bedauere dies und werde künftige Behauptungen unterlassen. Schilling war mit dieser Erklärung einer von Thür vorbereiteten Klage zuvorgekommen. Thür sagte, mit Schillings Erklärung sei die Sache für ihn erledigt.
Am 16. Juli 2024 wurde bekannt, dass Lena Schilling vom Bezirksgericht Josefstadt zur Zahlung einer Strafe in Höhe von 4.000 Euro verurteilt wurde, weil sie nach Ansicht der Richterin gegen die im April von ihr unterzeichnete Unterlassungserklärung gegenüber dem Ehepaar Bohrn Mena verstoßen habe. Schillings Anwältin Maria Windhager gab bekannt, das Urteil bekämpfen zu wollen.

#### Kritik und Einordnung der Berichterstattung
Neben Kritik an den Grünen wurde auch die Berichterstattung über Schilling kritisiert. Manfred Perterer beklagte in den Salzburger Nachrichten den „Verlust jeglicher Verhältnismäßigkeit“, Schilling würde „fertiggemacht wie eine Schwerverbrecherin“. Florian Gasser schrieb in der Zeit: „Der Voyeurismus und die diebische Freude daran, dass sich eine Grüne, eine junge Frau noch dazu, vielleicht unmoralisch verhalten haben könnte, waren stärker als das journalistische Ethos und politische Spielregeln.“ Stefan Kappacher nannte in seinem Radioblog die Berichterstattung „eine Grenzüberschreitung“ und beklagte die mangelnde Distanz zwischen Journalisten und Politikern in Österreich.

## Publikationen
- Radikale Wende: Weil wir eine Welt zu gewinnen haben. Vorwort von Konstantin Wecker. Amalthea, Wien 2022, ISBN 978-3-99050-231-0.